# Bad Boys: Ride or Die
Bad Boys: Ride or Die (prt: Bad Boys: Tudo ou Nada; bra: Bad Boys: Até o Fim) é um filme de comédia de ação policial estadunidense dirigido por Adil & Bilall. Produzido pela 2.0 Entertainment, Don Simpson/Jerry Bruckheimer Films e Westbrook Studios, é a sequência de Bad Boys para Sempre (2020) e a quarta parcela da franquia Bad Boys. Will Smith, Martin Lawrence, Joe Pantoliano, Vanessa Hudgens, Alexander Ludwig, DJ Khaled e Paola Núñez repetem seus papéis do filme anterior, com Tasha Smith assumindo o papel de Theresa Burnett no lugar de Theresa Randle, que anteriormente interpretou a personagem nos últimos três filmes. Os novos membros do elenco incluem Eric Dane, Ioan Gruffudd, Rhea Seehorn e Joyner Lucas. 
Bad Boys: Ride or Die teve sua première na Coca-Cola Arena em Dubai no dia 22 de maio de 2024 e foi lançado nos Estados Unidos em 7 de junho de 2024 pela  Columbia Pictures.

## Sinopse
O enredo se desenrola em Miami, onde Lowrey e Burnett investigam a corrupção dentro do Departamento de Polícia de Miami após o falecimento do Capitão Conrad Howard. Howard é postumamente acusado de estar envolvido com cartéis de drogas.
A investigação dos detetives é complicada quando eles são alvos de uma armadilha que os transforma em fugitivos da lei. Isso os obriga a operar fora dos limites legais para resolver o caso. Durante sua jornada, eles enfrentam uma série de desafios, incluindo confrontos com membros do cartel, perseguições de alta velocidade e traições inesperadas.

## Elenco
- Will Smith como Detetive Tenente Michael Eugene "Mike" Lowrey
- Martin Lawrence como Detetive Tenente Marcus Miles Burnett
- Vanessa Hudgens como Kelly, especialista em armas da AMMO[9]
- Alexander Ludwig como Dorn, especialista em tecnologia da AMMO
- Paola Núñez como Tenente Rita Secada, chefe da unidade AMMO da Polícia de Miami e ex-namorada de Mike.
- Tasha Smith como Theresa Burnett, esposa de Marcus. Smith substitui Theresa Randle, que interpretou a personagem em filmes anteriores.
- Joe Pantoliano como Capitão Conrad Howard, o falecido ex-chefe de Mike e Marcus
- John Salley como Fletcher
- Eric Dane como o James McGrath
- DJ Khaled como Manny, o Açougueiro
- Ioan Gruffudd como Adam Lockwood
- Rhea Seehorn como Judy Howard
- Joyner Lucas como líder de gangue
- Tiffany Haddish como Tabitha

## Produção

### Desenvolvimento
Após o sucesso de bilheteria do fim de semana de abertura de Bad Boys para Sempre, a Sony anunciou planos para um quarto filme, com Chris Bremner retornando para escrever o roteiro.
Em abril de 2022, foi relatado que o desenvolvimento do quarto filme estava sendo adiado devido ao incidente com Will Smith dando um tapa em Chris Rock na cerimônia do Oscar 2022. No entanto, no mês seguinte, o presidente da Sony, Tom Rothman, confirmou que o quarto filme ainda estava em desenvolvimento, apesar do relatório anterior. Em fevereiro de 2023, Smith anunciou que ele e Lawrence reprisariam seus papéis no filme, que estava em pré-produção, com Adil e Bilall retornando para dirigir. Naquele mesmo mês, foi relatado por Questlove que Smith teve que desistir de uma aparição surpresa planejada no Grammy Awards de 2023 porque a pré-produção do quarto filme dos Bad Boys havia começado no início daquela semana. Em março de 2023, foi revelado que Vanessa Hudgens iria reprisar seu papel como Kelly de Bad Boys para Sempre. Em abril de 2023, foi anunciado que Eric Dane havia sido escalado, supostamente como o vilão, e que Paola Núñez e Alexander Ludwig também reprisariam seus papéis de Bad Boys para Sempre. No mesmo mês, Ioan Gruffudd se juntou ao elenco. Em maio de 2023, foi anunciado que Rhea Seehorn havia se juntado ao elenco. O filme está originalmente sob o título provisório de Bad Boys: Ride or Die, do co-diretor Adil El Arbi.

### Filmagens
As filmagens começaram em 3 de abril de 2023 em Atlanta, Geórgia, e Miami, Flórida. Em 22 de maio de 2023, o TMZ lançou clipes dos bastidores de Will Smith e Martin Lawrence filmando cenas do filme em Atlanta. As filmagens foram suspensas em julho devido à greve da SAG-AFTRA de 2023.

## Lançamento
Em julho de 2023, foi anunciado que o filme seria lançado em 14 de junho de 2024.